# 四道桥站
四道桥站是一个位于中国北京市门头沟区永定地区四道桥村石龙东路南側、西苑路东側，属于北京地铁S1线的地铁车站。此车站为高架车站。此车站于2017年12月30日开通。

## 车站结构

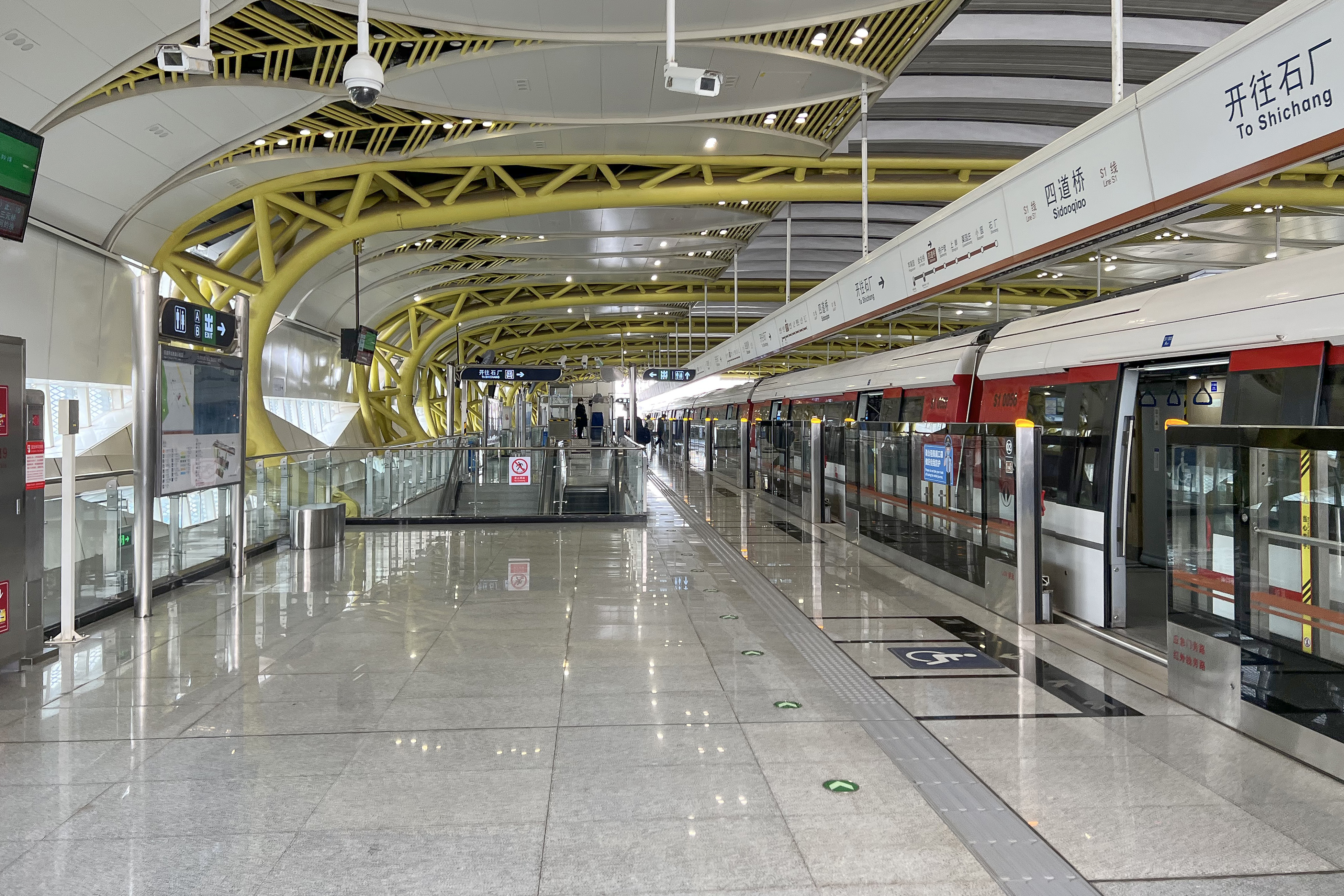
站台（石厂方向）

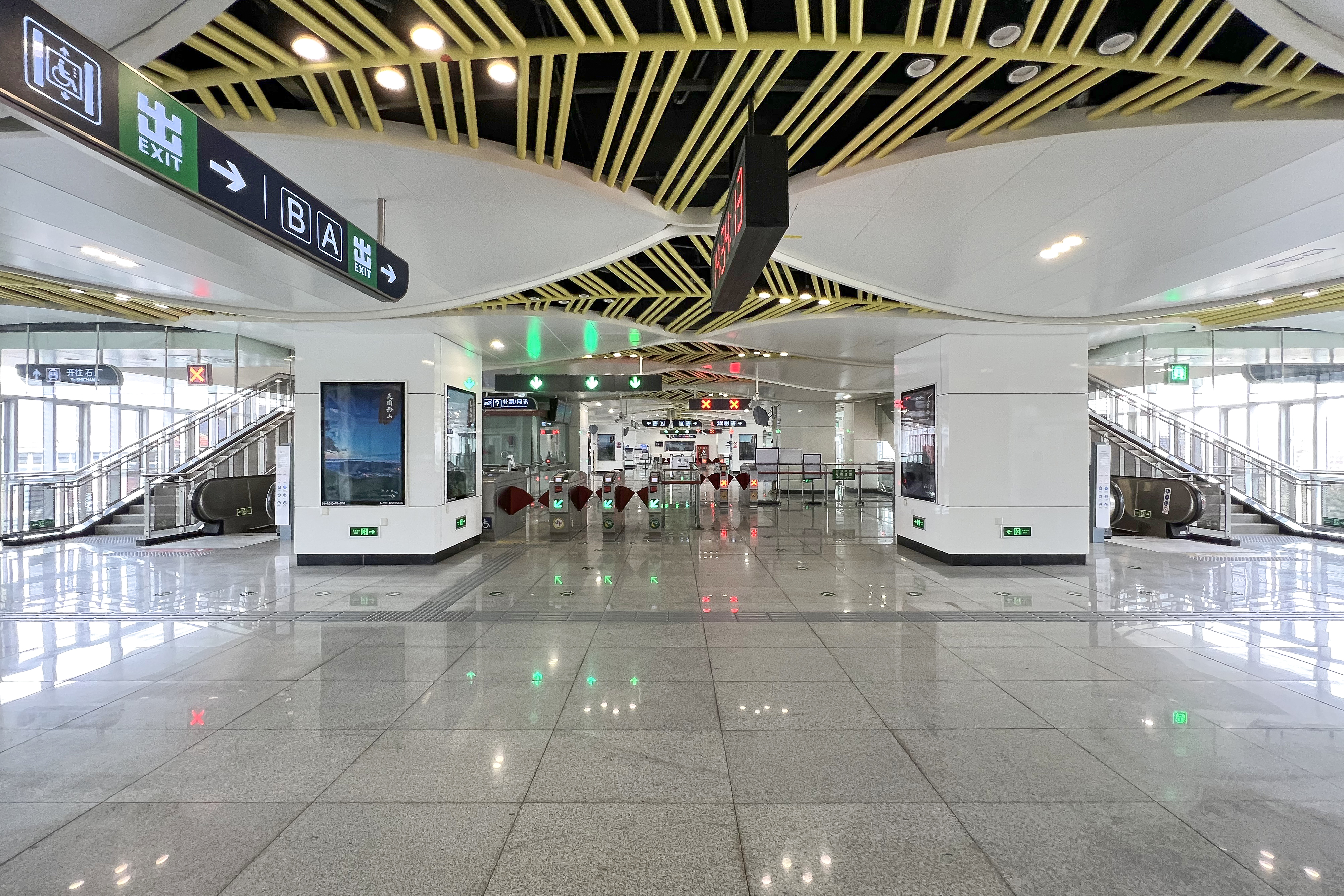
站厅

### 车站楼层
| 地上三层 站台层 | 侧式站台，右側開门       | 侧式站台，右側開门               |
| 地上三层 站台层 | █ S1线往石厂（桥户营）   |                                  |
| 地上三层 站台层 | █ S1线往苹果园（金安桥） |                                  |
| 地上三层 站台层 | 侧式站台，右側開门       |                                  |
| 地上二层 站厅层 | 站厅                     | 客务中心、自动售票机、进出站闸机 |
| 地面层          | 出入口                   | A-B出入口                        |

## 出入口
四道桥站设有A（西北）、B（西南）两个出入口，但目前仅B口开放。
|                           |                  |                                              |      |            |
| 编号                      | 指示             | 建议前往目的地                               | 图片 | 无障碍设施 |
| （暂缓开通）              | 西六环路（西侧） | 石龙东路（南侧）、西苑路（东侧）、侯庄子新村 |      | 不適用     |
| 出口 · B · 无障碍通道标志 | 西六环路（西侧） | 石龙东路（南侧）、西苑路（东侧）、侯庄子新村 |      |            |
| 註： 設有                 |                  |                                              |      |            |